# Tresques
Tresques település Franciaországban, Gard megyében. Lakosainak száma 1803 fő (2022. január 1.). Tresques Bagnols-sur-Cèze, Connaux, Gaujac, Laudun-l’Ardoise, Sabran és Saint-Pons-la-Calm községekkel határos.

## Népesség
A település népessége az elmúlt években az alábbi módon változott:
| Lakosok száma | 826  | 1693 | 1757 | 1791 | 1756 | 1788 | 1806 | 1806 | 1803 | 1803 |
|               | 1968 | 1982 | 1990 | 2006 | 2013 | 2015 | 2017 | 2019 | 2020 | 2022 |